# Дикусар Дмитро
Дикусар Дмитро (име оца Петро) (24. октобра 1985. године, Одеса, Украјинска РСР) - украјински плесач и кореограф.

## Биографија
Дмитро Дикусар је рођен 24. октобра 1985. године у граду Одеса. Почео је да се бави плесом од 6 година, на почетку је то био стандарт плес, па после "десетка".
Факултетску диплому је постигао на Кијевском универзитету физичке културе, а 2008. године добио је и диплому тренера за спортски плес. Дмитро је много година учествовао на укајинским и светским спортским такмићењима из плеса. Највећи успех је постигао у латиноамеричким плесовима где је дошао до финале Купа Европе, био је у финалама и Чампионата света.
2006. године Дмитро Дикусар је добио титулу кандидата у мајсторе спорта из плеса. Више пута је био у финали међународних и националних такмићења у Украјини.
Највећу популарност је постигао 2007. године када је учествовао у другој сезони пројекта "Плес са звездама" на телевизијском каналу "1+1". Тада је плесао са певачицом Ирином Билик. Након пројекта Дмитро и Ирина су наставили да се виђају и ускоро су се венчали у Рио-де-Жанејру. Али се пар распао 2010. године.
2011. године Дмитро је учествовао у руском "Плесу са звездама". Радио је и на грузијској верзији тог пројекта.
2013. године Дмитро се венчао са Оленом Шоптенко коју је такође упознао у том пројекту. Али се тај брак исто распао 2016. године.
2019. године Дикусар се вратио у пројекат "Плес са звездама". У шестој, седмој и осмој сезони плесао је са Викторијом Булитко, Славом Каминском, Олгом Харлан.
Сада Дмитро тврди да је у вези, али не каже, с киме.
2022. године Дмитро се уписао у Оружане снаге Украјине и сада стоји на заштити Украјине од руске агресије.

## Учешће у Плесу са звездама
| Сезона | Пар               | Статус      |
| ------ | ----------------- | ----------- |
| 2      | Ирина Билик       | изашли      |
| 6      | Викторија Булитко | треће место |
| 7      | Слава Каминска    | изашли      |
| 8      | Олга Харлан       | друго место |